# Albert Ferri
Albert Ferri Losa conocido como Ferri, (Barcelona, España, 21 de febrero de 1970) es un exfutbolista y entrenador español que dirige al Gibraltar Lions Football Club de la Liga Nacional de Gibraltar.

## Trayectoria
Formado en las categorías inferiores del FC Barcelona, como jugador militó en el RCD Español, UE Poble Sec, Andorra CF, Unión Deportiva Ibiza, CD Alcoyano, CD Tortosa, CF Badalona y Moralo.
Albert Ferri Losa tiene un amplio currículo como técnico al haber formado parte del cuerpo técnico del Elche CF durante varias temporadas y ser secretario técnico del CD Alcoyano, su carrera es los banquillos pasa por haber dirigido a Moralo, Badaloní, Banyoles, Alcoyano (como secretario técnico), Calasparra, San Sebastián de los Reyes, Racing Portuense y desde 2010 entrenador del Talavera CF.

## Clubes

### Como jugador
| Club                  | País   | Año F. C. Barcelona |
| --------------------- | ------ | ------------------- |
| FC Barcelona          | España |                     |
| Unión Deportiva Ibiza | España |                     |
| CD Alcoyano           | España |                     |
| RCD Español           | España |                     |
| Moralo CP             | España | 1996-1997           |

### Como entrenador
| Club                                       | País      | Año             |
| ------------------------------------------ | --------- | --------------- |
| Moralo CP                                  | España    |                 |
| CD Banyoles                                | España    |                 |
| CF Badalona                                | España    |                 |
| Calasparra Fútbol Club                     | España    |                 |
| CD Alcoyano                                | España    | 2006-2007       |
| Unión Deportiva San Sebastián de los Reyes | España    | 2007-2008       |
| Racing Club Portuense                      | España    | 2009            |
| Talavera CF                                | España    | 2010            |
| Sporting Villanueva Promesas               | España    | 2011            |
| Club Deportivo Illescas                    | España    | 2012-2012       |
| Deportivo Rayo Cantabria                   | España    | 2014-2015       |
| Gibraltar Lions Football Club              | Gibraltar | 2018-actualidad |